# 夸特特 (內華達州)
夸特特（英語：Quartette）是位於美國內華達州克拉克縣的鬼鎮。

## 歷史
夸特特的郵局於1900年設立，其後於1902年停運。

## 地理
夸特特所處的海拔為高於海平面197米（即646英呎），而該地所採用的時區為UTC-8，即太平洋时区（PST）。同時該地設有夏令時間，為UTC-8調快一小時，即UTC-7（PDT）。